# Brasero

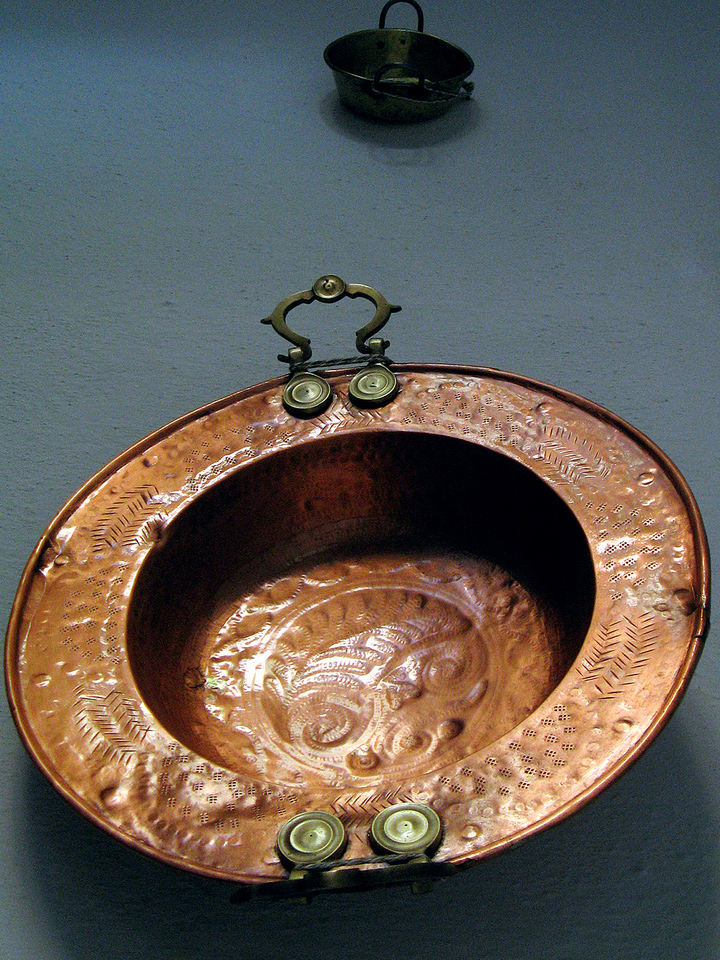
Brasero

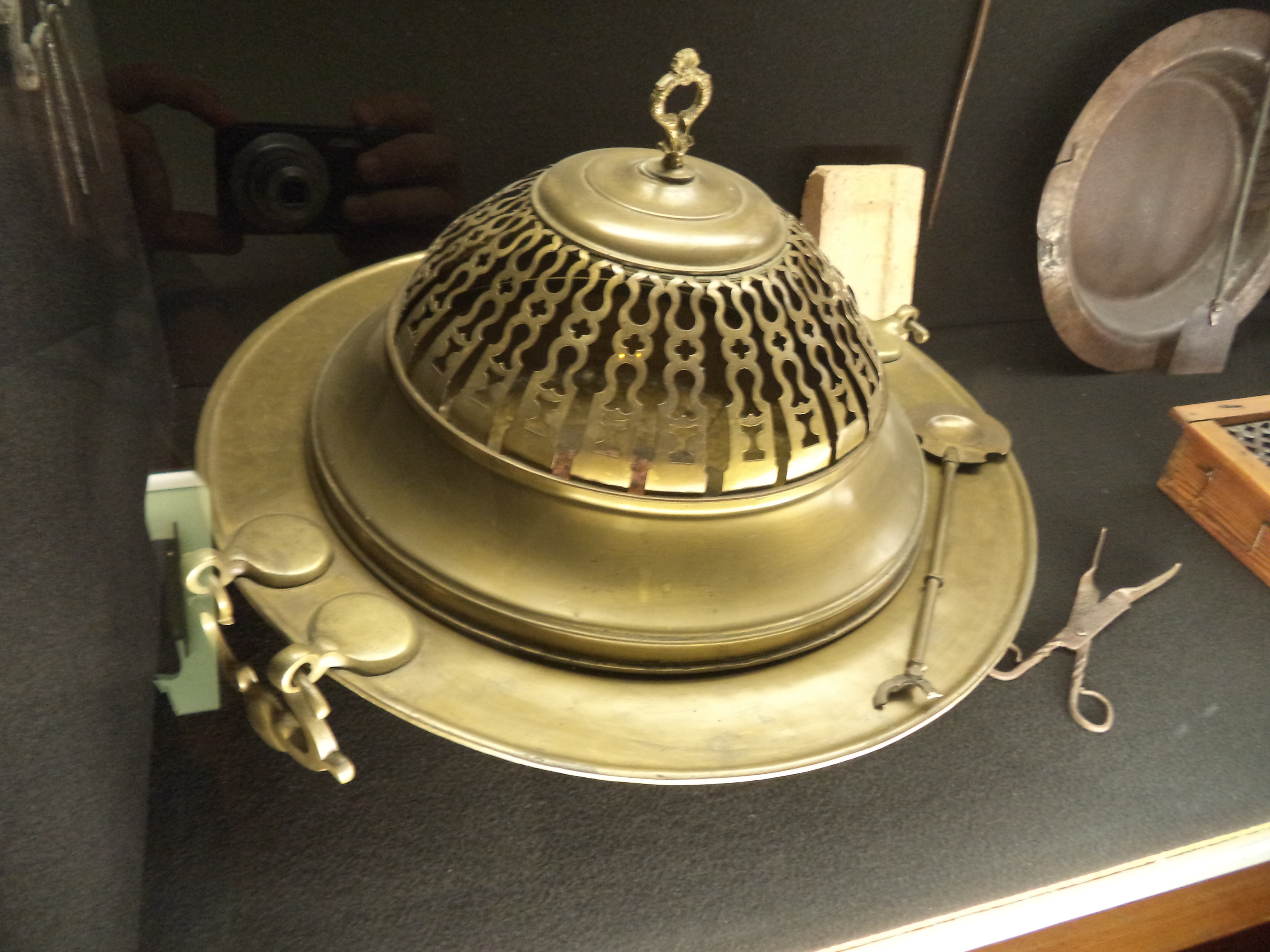
Neuerer Brasero aus Metall

Als Brasero (spanisch) bezeichnet man ein aus Kupfer, Bronze, Messing oder Eisen gefertigtes Becken zur Aufnahme brennender Kohlen.
Es diente seit dem Altertum als tragbarer Ofen und war deshalb mit einem Henkel und mit Füßen versehen; gelegentlich wurde er auch auf ein Dreibein gestellt. Die Gefäße waren noch im 19. Jahrhundert in Italien und in Spanien bis zum Ende des 20. Jahrhunderts im Gebrauch. Braseros aus Eisenblech werden heute noch in Südamerika, sehr viel in Paraguay, mit Holzkohle zum Kochen benutzt.